# 张保琦
张保琦（1941年—），男，安徽凤阳人，中国跳伞运动员，运动健将。四次荣获体育运动荣誉奖章。